# 申圭植
申圭植（韓語：신규식；1880年2月22日—1922年9月25日），又名申柽（chēng），字睨观，别号青丘、一民、余胥等，韩国独立运动家，诗人、文学家、教育家、外交家，参加辛亥革命的唯一外国人，也是参加中国资产阶级革命的第一位韩国人，原大韩民国临时政府政议院副议长、代国务总理兼法务总长、外务总长、财务总长和劳动总办。:41-47:82
申圭植出生于朝鲜忠清北道文义郡桂山里的一个书香门第望族家庭，早年曾从事义兵运动和教育救国。日本吞并朝鲜半岛后，他于1911年流亡中国，加入中国同盟会，并参加了辛亥革命:41:82。他与孙中山、黄兴、宋教仁、陈其美等当时中国的革命党人领袖关系密切，相互支持，友谊深厚。为培养韩国独立运动人才，他在上海组建了同济社和博达学院，并资助韩国学生到中国大学、军校学习或留学欧美:41-44。为宣传韩国独立运动，他于1920年10月在上海创办《震坛》周刊。
申圭植对大韩民国临时政府的成立和发展有特殊贡献。1921年5月，在李承晚离开上海回美国后，他担任大韩民国临时政府代国务总理兼法务总长、外务总长、财务总长和劳动总办，实际负责掌管临时政府事务:47。1921年10月3日，申圭植以大韩民国临时政府特使的身份到访孙中山在广州刚刚成立的广州中华民国政府，双方相互承认，并正式建立外交关系，大大提高了大韩民国临时政府和孙中山护法政府的国际地位，成为中韩近代关系史上的一段佳话:51-52:74。
申圭植留有《韩国魂》和诗文集《儿目泪》。

## 早年独立运动
申圭植出生于朝鲜忠清北道文义郡桂山里（今韩国清州市上黨區加德面仁次里）的一个书香门第望族家庭。他3岁便开始识字，后在家塾学习汉语、四书五经，在乡里有“神童”的美誉。1893年，申圭植与其他青年革命者在当时重文轻武的朝鲜组成同年军，每日操练，倡导武德救国。他还撰写了《斥倭檄》、《辟邪》等激励同胞奋起与列强抗争的文章。1896年，他去汉城新式学校学习，但因参加反日活动而被退学。1899年，他考入官立汉语学校学习，后于1901年进入京师陆军士官学校，1904年毕业后任步兵营副尉:74。
1905年，日本强迫朝鲜签定《乙巳条约》，夺取朝鲜外交权。申圭植投身当时的义兵运动与地方镇卫队共同发动兵变，反抗日本人的统治，但因日本爪牙破坏而失败。出于愤慨，他服毒以死抗拒，但被家人救起。他的右眼神经因此受损只能斜着眼看人。他于是自号“睨观”，意为斜视、蔑视日本帝国主义:74。此后，他多次密谋举事，但数次被捕入狱。之后，他由武德救国转为近代思想启蒙运动，创办学会、报纸杂志，并先后创办了中东学校、清东学校、文东学校等从事爱国主义民族教育。1907年，大韩帝国军队被日本人强行解散后，申圭植脱掉军装，后加入大韩协会和大倧教 :74。为发展韩国工业，申圭植1908年成立“皇城广业会社”，并任责任经理，后于1909年创办月刊《工业界》。1910年，申圭植在得知日本吞并朝鲜半岛的消息后第二次服毒以死抗拒，幸亏被大倧教第一世都教司罗哲所救:74。

## 参加辛亥革命
1911年春，申圭植从汉城经丹东、沈阳、北京、天津、济南、青岛到达上海。在上海他结识了在《民立报》工作的徐天复（徐血儿）。经徐天复介绍，他很快与中国同盟会总部领导人宋教仁、黄兴、陈其美、谭人凤和《民立报》主编于右任建立起密切的联系。他加入了中国同盟会，并曾赴武昌参加辛亥起义，是参加辛亥革命的唯一外国人，也是第一位参加中国民主革命推翻清政府的韩国人:41:82。孙中山归国后一到上海，申圭植就和孙中山会了面。1912年9月，孙中山发表演讲首次公开谴责日本对朝鲜半岛的侵略。1913年初，孙中山出访日本。在与桂太郎会面时，孙中山当面批评日本“乘战胜之势，举朝鲜而有之”是不义之举，并劝日本贯彻“大亚细亚精神”，“以真正平等友善为原则”。
1913年，申圭植参加了二次革命，并于同年年底加入中国资产阶级革命文学团体“南社”，是该社唯一的外国人。1915年3月， 南社不定期刊物《南社丛刻》刊载了他的《申睨视与同社诸子书》一文。申圭植还帮助戴季陶经营《民权报》，在其经营陷入困境时慷慨解囊相助。《民权报》是中国革命的重要报纸，也是韩国抗日救亡运动的舆论支持。申圭植曾在《民权报》上多次发表文章和新闻报道。在参加中国革命期间，申圭植与孙中山、黄兴等中国资产阶级革命领袖建立的深厚的友谊，其中与宋教仁和陈其美关系最近。宋教仁被暗杀后，申圭植为其绝食3天，并组织韩国志士为其开追悼会。陈其美遇刺后，他第一个前往吊唁，并为其作诗文《碧浪湖畔恨人谈》、《陈先生英士诔》、《英士我兄灵右》。

## 组建同济社和博达学院

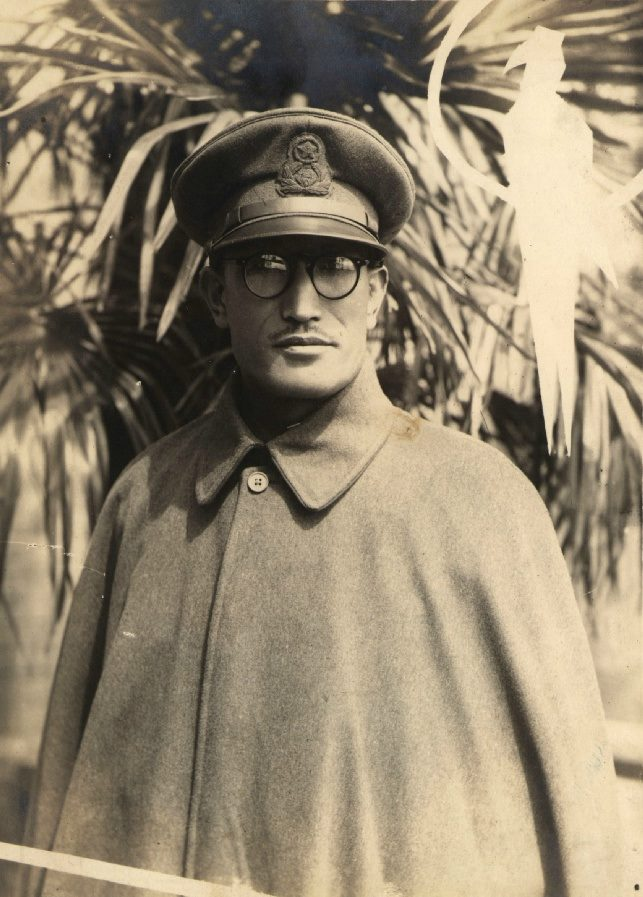
经申圭植介绍曾在云南陆军讲武堂学习的李范奭后成为韩国光复军参谋长，是大韩民国建国后首任内阁总理兼国防部长

随着中国革命影响的扩大，越来越多的韩国青年来到中国。韩国独立运动的领导人也渐聚上海。于是申圭植组建了光复运动的中心机关“同济社”（同舟共济之意），后与中国革命党人一起组建了“新亚同济社”。以孙中山为首的中国革命党人对周围朝鲜、菲律宾、越南等被压迫民族深为同情，强烈谴责日本的侵略。新亚同济社因此得到中国革命党人的大力支持。宋教仁、陈其美、戴季陶、殷汝骊、邹鲁、柏文蔚、吕天民、胡汉民、廖仲恺、张静江、吴铁城、黄介民、屈映光、胡霖、唐绍仪等都是新亚同济社的成员。陈其美的侄子陈果夫回忆：“叔（陈其美）在申，与朝鲜人某某等组织一秘密结社，名‘新亚同济社’，专为谋朝鲜独立……叔为该社之监督，且作物质上精神上之援助”。:41-42
为培养韩国进步青年，申圭植还成立了“博达学院”。博达学院聘用的是朴殷植、申采浩、洪命熹、文一平、赵素昂等韩国知名学者和革命家，先后培养出三期共一百余名学生。在申圭植的资助下，这些学生或进入中国的大学学习或到欧美留学。申圭植也很注重军事人才的培养，通过与中国革命党人的关系，他还将韩国学生送往云南陆军讲武堂、保定军官学校、天津军需学校、南京海军学校、湖北讲武堂、广东讲武堂等中国军校学习。先后有百余名韩国学生从中国军校毕业，其中包括李範奭、闵石麟（閔弼鎬）、赵东祐、申性模、郑元泽、申建植、郑恒等韩国独立运动骨干。:43-44

## 创办《震坛》

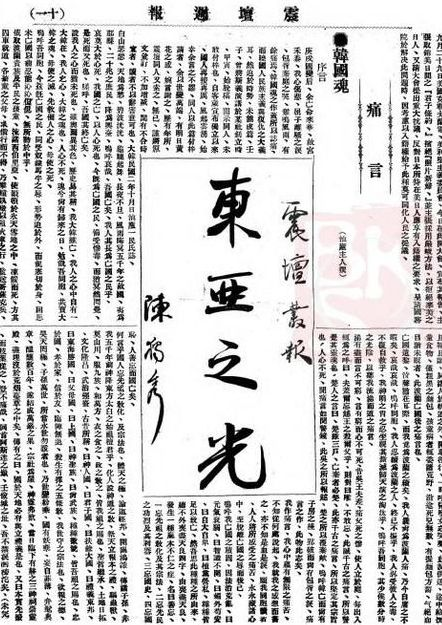
申圭植1920年创办的《震坛》，以及陈独秀的题字“东亚之光”

1920年10月，申圭植在上海创办《震坛》周刊，宣传韩国独立运动。《震坛》是份大16开的报纸型刊物，每期8版、12版不等，在北京、常州、无锡、南京设有代派处，在苏、法、英、美、德设有通讯处。从1920年10月创刊到1921年4月，《震坛》大约维持了半年的时间。
中国革命党人对《震坛》非常支持。孙中山寄来“天下为公”的祝词，陈独秀为《震坛》题字“东亚之光”。胡汉民、于右任、张静江、唐绍仪、柏文蔚等，以及《救国日报》和新亚同济社都送来祝词。申圭植在创刊号上发表了题为“吾人今后之责任”的文章，并在第5号至22号连载了他所写的《韩国魂》。《震坛》还登载了《大同团结宣言》和他亲自撰写的“民族自决与韩国独立”的文章。《震坛》也花相当的篇幅宣传韩国的悠久历史和民族文化。朴殷植的《李舜臣传》曾在《震坛》连载。许多南社成员也在《震坛》上发表文章。

## 助力大韩民国临时政府
1917年7月，申圭植与上海的韩国独立运动领袖赵素昂、朴殷植、申采浩、朴容万、尹世复等14人发表《大同团结宣言》，主张召集民族大会，建立临时政府。这是韩国独立运动最早正式表明建立独立政府的意志。1919年2月，他又与金教献、赵素昂等39人在《大同团结宣言》的精神下发表《大韩独立宣言书》，阐述通过全民族抗日武装斗争恢复民族独立，建立共和制新韩国的政治理想:45。此外，他还组建了“新韩青年党”。在协助金奎植和赵素昂参加巴黎和会的同时，他派郭儆、方孝成携带密信回韩国发动全民反日运动，并秘密派人赴美让李承晚派人参加巴黎和会呼吁国际社会舆论支持。这些对日后的三一运动和大韩民国临时政府的成立产生了重要影响。:45

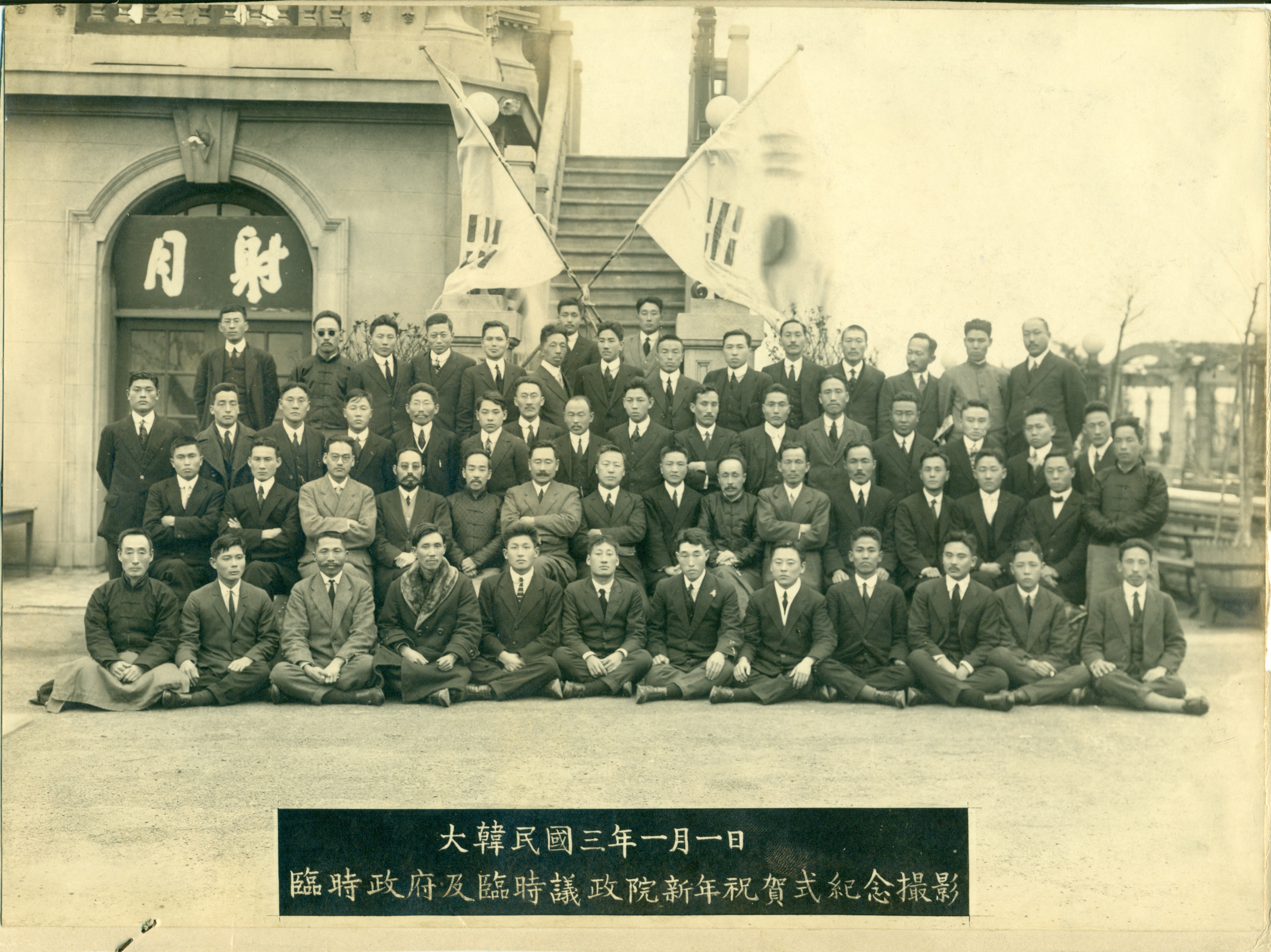
1921年大韩民国临时政府及临时议政院新年合影（2拍左4为申圭植）

1919年3月1日三一运动爆发后，申圭植与其他独立运动志士在上海法租界宝昌路（今淮海中路）329号成立筹建临时政府的事务所，并发表《独立宣言》。同年4月10日，他与其他独立运动志士在上海法租界金神父路（金瑞金二路）22号组建临时议政院。4月13日，大韩民国临时政府宣告成立，申圭植任政议院副议长。同年9月初，在各地临时政府合组成统一的上海韩国临时政府后，申圭植被推举为法务总长:46。由于临时政府在上海而总统李承晚在美国，临时政府从1920年开始内部问题不断。统一后的大韩民国临时政府由于成员背景、地域、信仰的不同，内部出现激烈的派系斗争。主要分为文治派和武断派两大派。以李承晚、申圭植、安昌浩、李始荣、金奎植等为代表的文治派主张通过向美国、国际联盟请愿的和平手段得到他们对韩国独立的认可，之后通过他们向日本施压，迫使日本放弃对韩国的统治，或是通过宣传、群众运动等和平方式恢复韩国独立。以李东辉、卢伯麟、文昌范、朴容万、金立为代表的武断派则主张通过激烈的武装斗争推翻日本帝国主义的统治，实现国家独立。两派斗争非常激烈，危机到临时政府的存亡:47。
1920年5月，金立等人试图对李承晚提出不信任案。最终，李承晚于当年12月5日抵沪。李承晚试图调节各派矛盾，但无功而返。他认为只有申圭植“多年异域，备经风霜，犹困穷自安，为国尽瘁，绝不以党派系念，唯以忠爱为心，余叹服其义，虚怀托深，乃以远东事一委于公而余返美矣”。1921年5月，申圭植出任大韩民国临时政府代国务总理兼法务总长、外务总长、财务总长和劳动总办，实际负责掌管临时政府事务:47。同年7月12日，申圭植为反对英、日在7月13日英日同盟条约届满后签续约，他以代理国务总理的名义致电英国首相、外交部和上下议院进行抗议。1921年在得知美国建议英、日、中、法、意等国在华盛顿举行调整太平洋地区国际关系会议后，大韩民国临时政府在申圭植的支持下于同年8月15日发表《告韩国民众书》号召全体同胞共同努力废除日本帝国主义统治，恢复国家独立。8月30日，临时政府国务院通过太平洋会议提出《独立请愿书》，提出承认大韩民国为完全独立国家、废除韩日不平等条约、日本撤出韩国等五条要求。同年10月4日，申圭植又以代国务总理和外务总长的名义发表《恳求援助韩国独立书》，向中国各法团、报馆呼吁敦促中国政府在太平洋会议上提出韩国独立问题:49-51:84。
1921年11月，申圭植以大韩民国临时政府特使的身份到访孙中山在广州刚刚成立的广州中华民国政府。孙中山以国宾礼的排场，高规格地接见了申圭植:12。申圭植在会谈中提出“韩中互惠五项条款”，并向孙中山递交了国书。双方相互承认，并正式建立外交关系，成为中韩近代关系史上的一段佳话。大韩民国临时政府随即派遣外务部局长朴赞为特派员常驻广东。大韩民国临时政府的国际地位得到大大提高:51-52。孙中山在成立护法政府之初，被一些外国舆论认为是军事叛乱。中国国内也有舆论认为孙中山自组政府、军队属非法。陈炯明等国民党高层领导也对孙中山的做法表示反对:12。申圭植此访对孙中山的护法政府也有着重要的象征意义。同时，申圭植也得到孙中山护国政府对韩国独立运动的进一步支持的承诺:74。

## 逝世

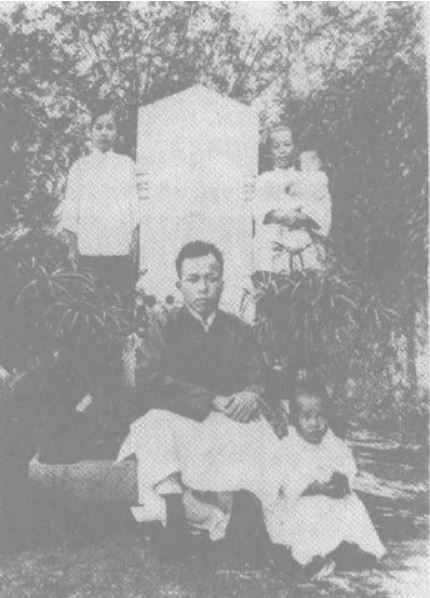
1923年申圭植家人在上海万国公墓申圭植墓前祭奠留影

申圭植与孙中山见面后政局的发展并不如人意。美国操纵的华盛顿会议拒绝了韩国独立复国的要求，也将广东护法军政府拒之门外。次年6月，陈炯明在英帝国的支持下炮轰总统府，孙中山败退到上海，给大韩民国临时政府带来重大冲击。临时政府内部在对华政策上出现严重分歧。内忧外患缠身的申圭植深陷绝望，病倒后拒绝服药进食。1922年9月25日，忧国忧民的申圭植绝食25天绝命殉国，终年42岁。他说的最后一句话是“我没罪。我没罪。再见！各位朋友。大家一定要坚守临时政府，为我三千万同胞尽全力。我先走了，我没罪！”:74:96。
申圭植的葬礼于1922年10月3日在上海福照路爱仁里31号举行，后葬于上海万国公墓，中韩人士送葬者达千余人。一年后，申圭植所著的《韩国魂》出版，胡霖为其作序：“朝鲜问题是日本军阀留给日本国民的一笔大债务，这个账迟早要清算的。波兰复国了，捷克新兴了，印度埃及迟早要独立的。朝鲜问题能长此终占吗。申先生死，他的精神不死！” 韩国独立纪念馆内竖立有申圭植《韩国魂》的节录碑。
1993年8月5日，韩国政府经中国政府同意，派专机将申圭植等5位先烈遗骸运回韩国，举行隆重国葬。

## 诗文
申圭植留有《韩国魂》和许多诗文。申圭植的学生、女婿，韩国独立运动家闵石麟在《申圭植先生传略》中如是说：“先生不仅文章好，诗词也很可观，多慷慨悲昂热情充沛之作。以异邦人作中国诗，得此成就，询属不易。” 1939年为纪念申圭植诞辰60周年，中国重庆出版了他的诗文集《儿目泪》，其中收录了他在1909-1922年间创作的160余首汉诗。他的诗主要是五言和七言律诗。
根据书前序言，《韩国魂》是申圭植经过10年的酝酿与写作完成的。如他所言：“我人之心而犹未死也。虽舆图异其色，历史易其称，我大韩虽亡，我人心自有一大韩在。我人之心大韩之魂也。”《韩国魂》由韩国何以灭亡和如何复国实现民族解放两部分构成。作者在书中历数了封建王朝腐朽没落的六种现象后，提出了恢复国家民族独立的四策:54-55。该书最初是申圭植以“汕庐主人”笔名在《震坛》第5号-22号“痛言”栏中连载。在他殉国后，《韩国魂》被出版。
申圭植创作有许多歌颂抗日义兵运动和韩国独立运动的诗。代表作包括《挽安义士重根》、《哈尔滨即事》、《旅顺就义》、《九月一日》、《建国纪元节后十五日（十月十八日）李忠武公闲山岛纪念》、《赠岛山》等。《束装闻友人被捕》：“今夜笼中鸟， 明朝海上鸥。忽闻风浪急,，谁能共我舟。”揭露了日本强占朝鲜后四处搜捕监禁爱国志士的现实。诗人在《哈尔滨即事》：“白日青天霹雳声，六洲诸子胆魂惊。英雄一怒奸雄毙，独立三呼祖国生。”中热情讴歌了安重根在哈尔滨火车站击毙伊藤博文的壮举。《建国纪元节后十五日（十月十八日）李忠武公闲山岛纪念》是诗人纪念朝鲜民族英雄李舜臣所作。《赠岛山》是申圭植赞誉安昌浩从美国来中国组织韩国独立运动所作。《海上怀人》表达了诗人对大韩民国临时政府内部矛盾加剧，不能同舟共济的失望之情。1915年，申圭植三弟健植在杭州发现宋与高丽关系遗迹高丽寺后，他即前往杭州凭吊，并作《高丽寺提感》。他还四处募集资金，重修高丽寺，并亲题“高丽寺”匾额和楹联。
1911年，申圭植流亡中国。在去上海的途中他创作有《吟所思》、《发汉城渡鸭绿江》、《抵山海关》、《抵燕京访晴蓑》、《过旧公馆》《发胶州湾向上海》等诗。“大江如被逝，何日更归东。无数宜阳子，声声搏浪中”这首《发汉城渡鸭绿江》表达了诗人在渡鸭绿江时对祖国怀念之情。在《抵山海关》：“落日青邱子，北风山海关。聂君多血语，能使此怀宽。”中，诗人以自然景物比喻当时处在资产阶级民主革命前夜的中国。诗人在到访已经成为法国银行的昔日朝鲜公馆时所作的《过旧公馆》：“行寻公使馆，误到贷金家。寂寂无人向，西边日又斜。”表达了诗人丧国的痛苦和对日本侵略罪行的无言谴责。
在参加中国民主革命的过程中，申圭植与革命领袖结下深厚友谊。他在辛亥革命胜利后作有《赠孙中山》：“荆天棘地一身轻，楚水吴山路不平，铁血疆场当日愿，数千万口是同声。”和《祝孙总统中山》：“共和新日月，重开旧乾坤。四海群生乐，中山万世尊。”歌颂了孙中山为创建共和国进行艰苦卓绝的斗争，取得辛亥革命胜利和万民拥戴的光辉形象。在《宝剑》中，诗人称赞黄兴是中国革命的“宝剑”，在中华民国建立后，他又作《赠黄克强》，在黄兴逝世后，他写了《挽黄克强》缅怀黄兴的功绩和人品。《赠渔父宋教人》是申圭植赠给好友宋教仁（渔父）的诗。陈其美遇害后，申圭植为他作有诗文《碧浪湖畔恨人谈》、《陈先生英士诔》、《英士我兄灵右》。申圭植为徐天复（血儿）作有《寄徐血儿》、《沪上春秋》、《悼故友血儿君》。他还为南社主任柳亚子作有《南社十一次雅集示亚子》。